# Alice Knoop

Erste Golf Verbandsmeisterschaft 1907 in Wentorf, vlnr. Mr. Hinckley (Sieger), Mrs. Twiss (Siegerin), Alice Knoop (Vizemeisterin), Mr. McMaster (Vizemeister)

Alice Knoop (* 11. April 1885 in Hamburg; † nach 1965 in England) war eine deutsche Amateurgolferin und erste Deutsche Meisterin im Golf.

## Leben
Alice Knoop war einziges Kind des aus Manchester stammenden Kaufmanns William Oscar Knoop (1854–1938) und der Bertha Jauch (1860–1935).
Ihr Vater war Mitbegründer des Golfsports in Deutschland, der 1901 den heutigen Wentorf-Reinbeker Golf-Club gründete und 1906 zu den Gründern des Hamburger Golfclubs gehörte.
Alice Knoop war Mitglied des Wentorf-Reinbeker Golfclubs, bei dem um den Golfplatz Villen entstanden, die es den Mitgliedern ermöglichten, durch die Gartentüre auf die Fairways zu gelangen. Knoop wurde bei den ersten Deutschen Meisterschaften des Verbandes 1907 Vizemeisterin. „Während der Kaiserzeit spielten bei Turnieren vor allem verheiratete Engländerinnen und höhere deutsche Töchter.“ 1908 wurde Alice Knoop erste deutsche Spielerin, welche die Offene Deutsche Golf-Meisterschaft errang, zu einer Zeit, in welcher auf Jahre hinaus „in der Regel weiterhin reisende und residierende Briten und Amerikaner die vom Verband ausgerichteten Meisterschaften gewannen.“
1909, 1910 und 1912 war sie erneut Vizemeisterin.